# 大溫特胡克山
32°2′S 19°6′E / 32.033°S 19.100°E

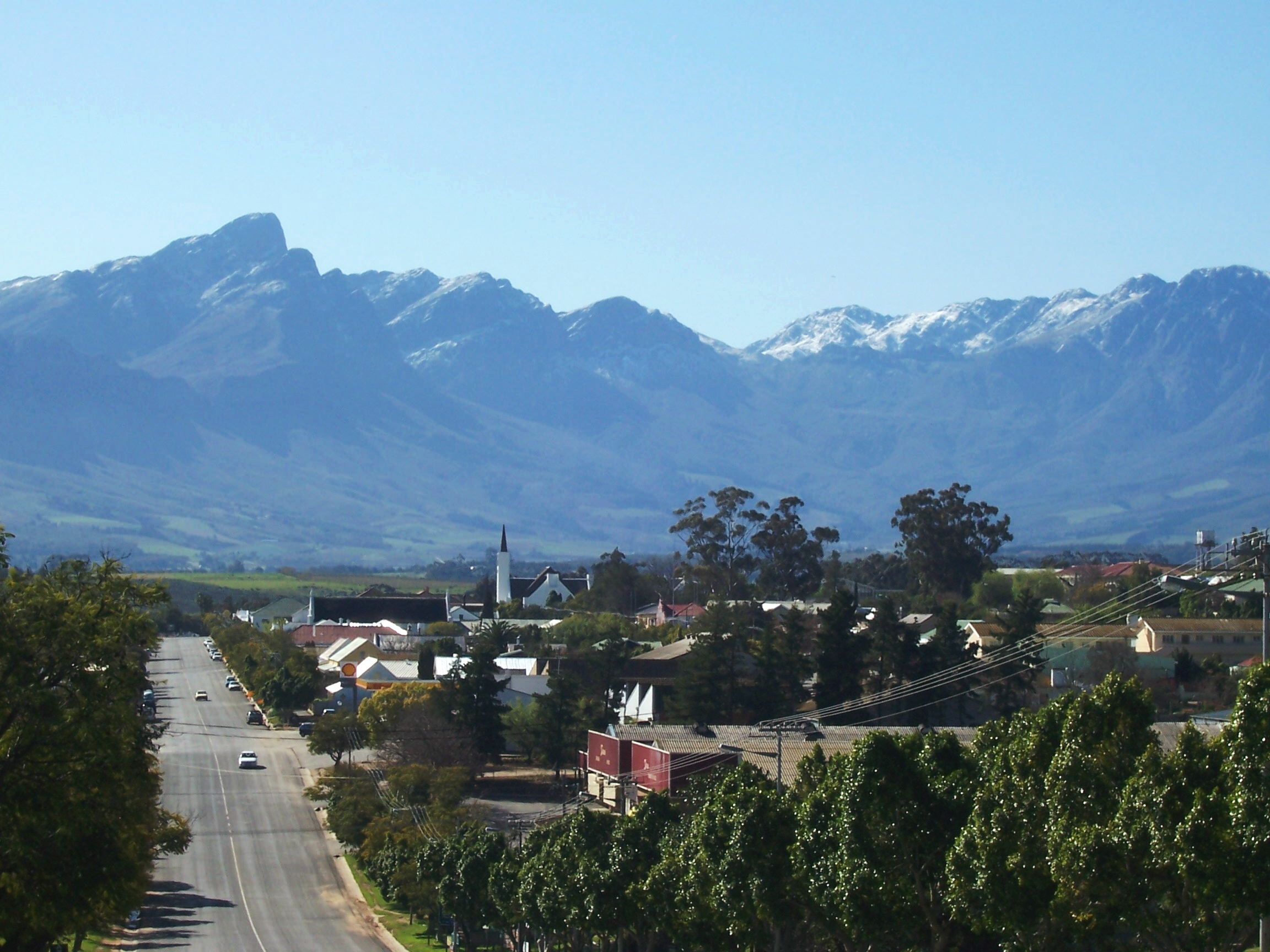

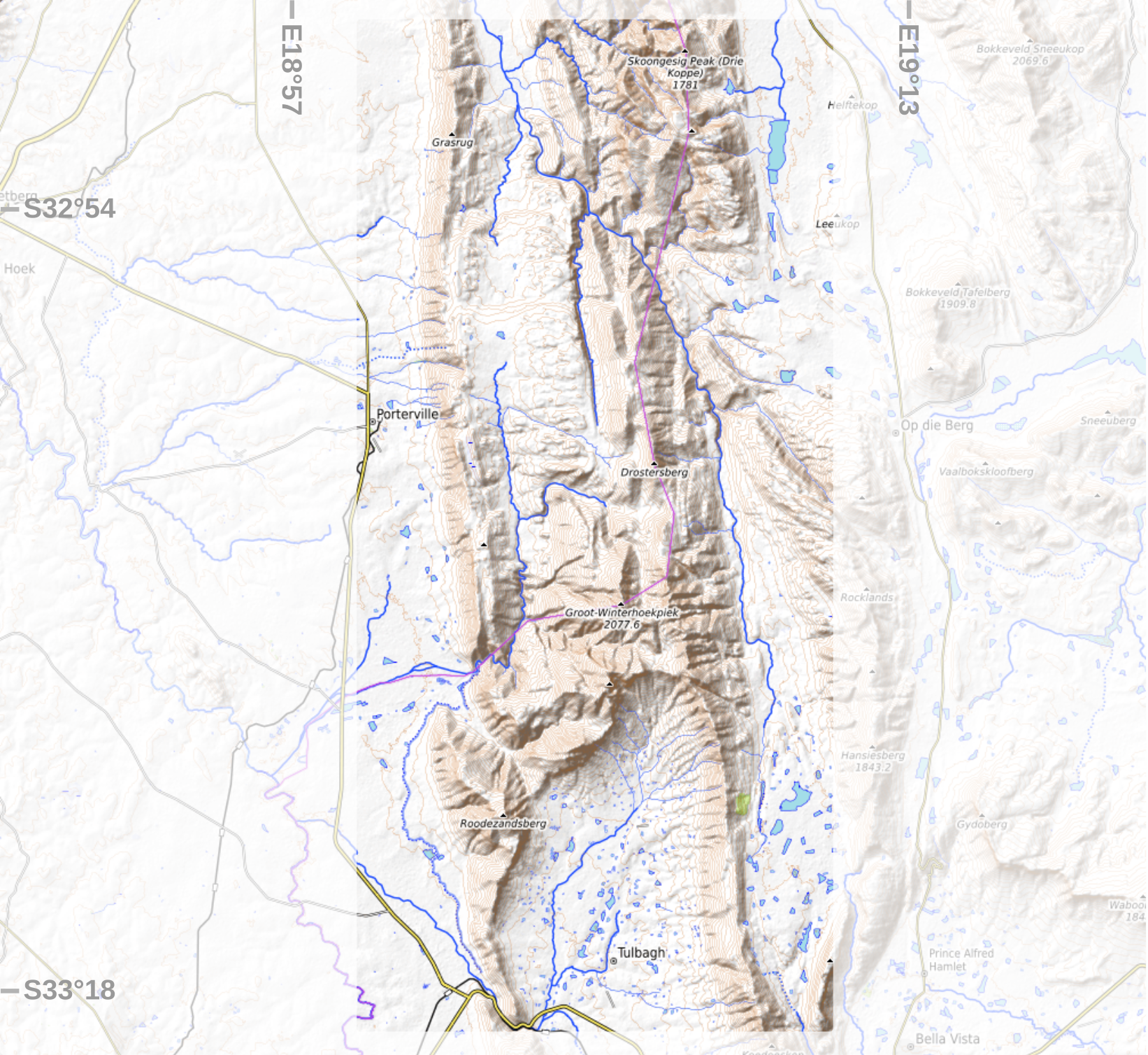

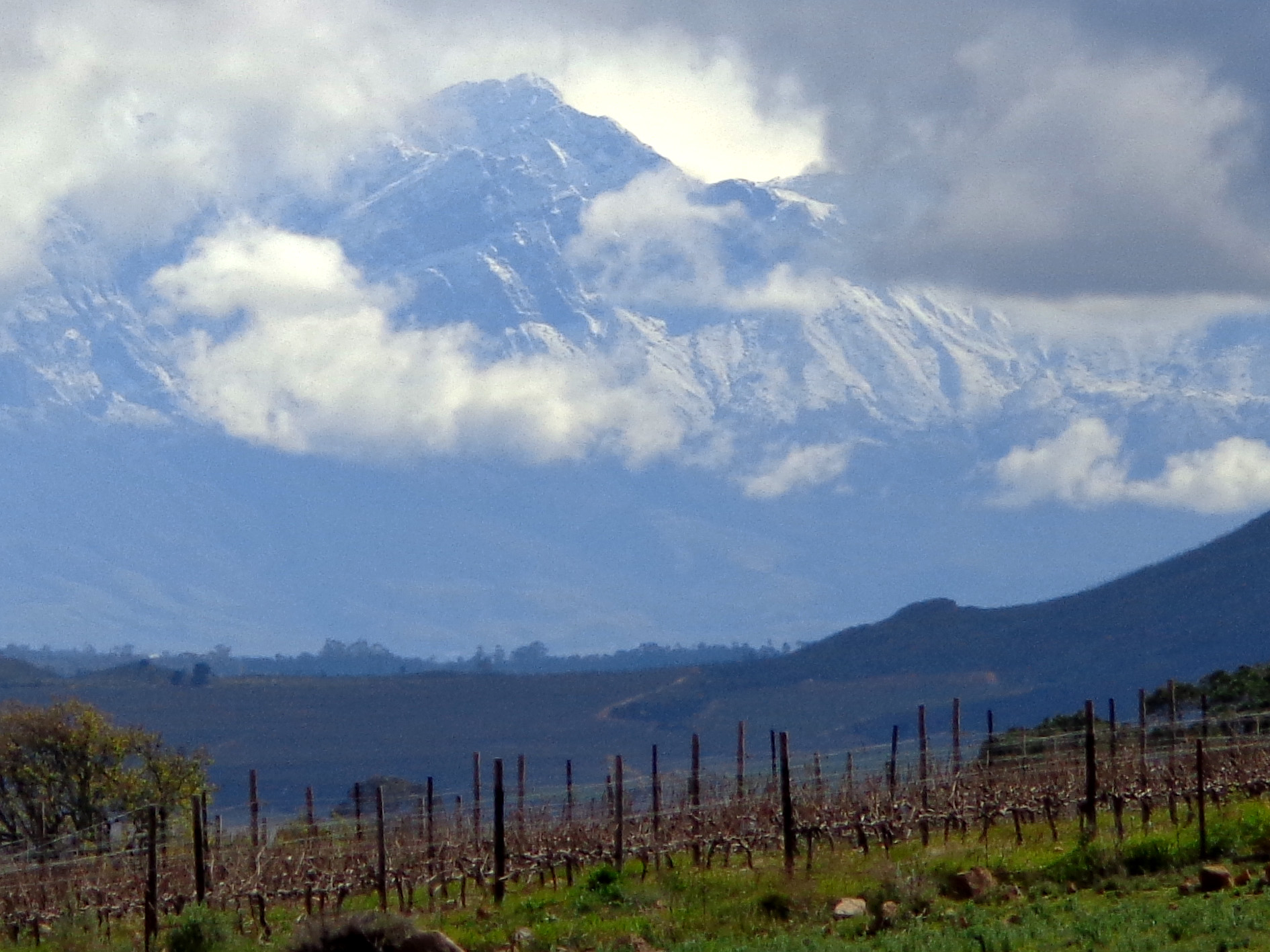

大溫特胡克山是南非的山脈，位於該國南部西開普省，屬於開普褶皺帶的一部分，面積5,526平方公里，山體在古生代晚期組成，最高點海拔高度2,077米。